# Ivo Malec

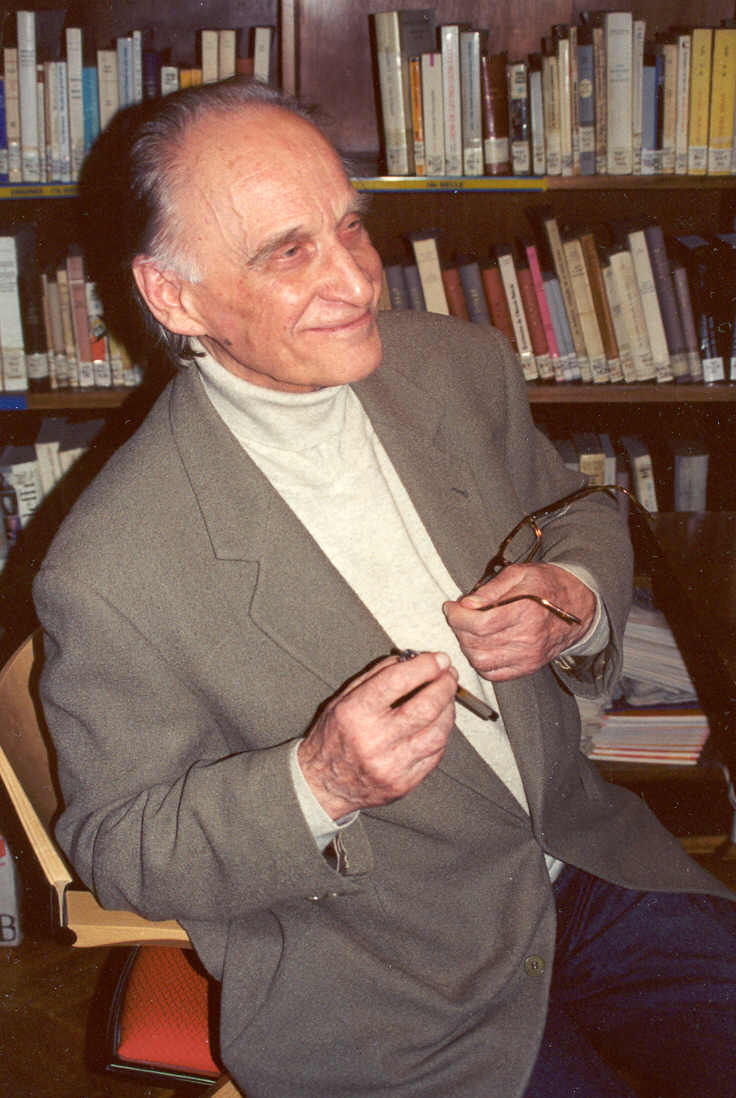
Ivo Malec (2005)

Ivo Malec (geboren als Ivan Malec; * 30. März 1925 in Zagreb, Königreich der Serben, Kroaten und Slowenen; † 14. August 2019 in Paris XVI) war ein französischer Komponist und Dirigent kroatischer Herkunft.

## Biografie
Nach einer sehr klassischen Ausbildung in Zagreb machte ihn 1955 die Begegnung mit Pierre Schaeffer, den er als seinen „einzigen und wahren Meister“ betrachtete, ab 1960 zu einem der erfolgreichsten Leiter der „Groupe de recherches musicales“ des Forschungsdienstes des Office de Radiodiffusion Télévision Française (ORTF). Er widmete sich der elektroakustischen Musik und anderen Formen zeitgenössischer Musik. Von 1972 bis 1990 war er Professor am Pariser Konservatorium.
Seit 1959 ist Malec mit seiner Frau Branca, einer Pianistin aus Zagreb, in Frankreich ansässig. Er gewann 1992 unter anderem den Grand Prix National de Musique.
Seit seiner Begegnung mit Schaeffer war Malec bestrebt, seine Kompositionen zu ändern, wobei er sich vor allem auf den Klang und die ihn konstituierenden Elemente (Texturen) konzentrierte. Sein Ansatz ist vor allem mit den Klangobjekten von Schaeffer verbunden. Er kombinierte sie manchmal auf unerwartete Weise mit Instrumenten des Orchesters oder mit der Stimme, was eine erstaunliche Mischung ergibt, manchmal heftig, aber immer musikalisch und voller Leben, zwischen Elektroakustik und klassischen Klängen. Er hatte die Idee, die Kompositionstechniken des elektroakustischen Studios an Instrumente anzupassen.
Im Jahr 2006 wurde Ivo Malec zum Ritter der Ehrenlegion ernannt.

## Werke
- Klaviersonate, 1949
- Sinfonie, 1951
- Cellosonate, 1956
- Mouvements en couleur für Orchester, 1959
- Reflets für Tonband, 1961
- Sigma, 1963
- Miniatures pour Lewis Carroll für Flöte, Harfe, Violine und Schlagzeuger, 1964
- Lignes et Points, 1965
- Cantate pour elle für Sopran, Harfe und Tonband, 1966
- Oral für Schauspieler und Orchester, 1967
- Lumina für Streicher und Tonband, 1968
- Luminétudes, 1968
- Lied für 18 Stimmen und 39 Streicher, 1969
- Dodécaméron für 12 Stimmen, 1970
- Pieris für zwei Harfen, 1975
- Triola ou Symphonie pour moi-même für Tonband, 1977–78
- Week-end für Tonband, 1982
- Ottava bassa, Konzert für Kontrabass und Orchester, 1984
- Attacca für Schlagzeug und Tonband, 1986
- Artemisia für Tonband, 1991
- Doppio Coro für Tonband, 1993
- Exempla, Konzert für Orchester, 1994
- Ottava alta, Konzert für Violine und Orchester, 1995
- Sonoris causa für Orchester, 1997
- Arc-en-cello, Konzert für Cello und Orchester, 2000